# Rabdophaga lindhardti
Rabdophaga lindhardti är en tvåvingeart som beskrevs av Stelter 1989. Rabdophaga lindhardti ingår i släktet Rabdophaga och familjen gallmyggor. Inga underarter finns listade i Catalogue of Life.